# Sarcolobus merrillii
Sarcolobus merrillii är en oleanderväxtart som först beskrevs av Rudolf Schlechter 1915, och fick sitt nu gällande namn av Ralf Omlor 1998. Sarcolobus merrillii ingår i släktet Sarcolobus och familjen oleanderväxter. Inga underarter finns listade i Catalogue of Life.